# Agustí Eura i Martró
Agustí Eura i Martró (Barcelona, juliol del 1684 - Ourense, 11 de desembre del 1763) va ser un eclesiàstic, prelat, escriptor i traductor català.
Després de cursar estudis al Convent de Sant Agustí Vell de Barcelona, el 1699 hi prengué l'hàbit, convertint-se en religiós de l'orde dels agustins. Posteriorment, fou ordenat prevere. El 1711 és esmentat com a vicerector del col·legi de Sant Guillem, centre superior d'estudis augustinià a la ciutat de Barcelona. Dotat per a l'oratòria, vers el 1720 obtingué el títol de mestre en teologia i des d'aquest any fins al 1723 fou prior del convent de Girona. Després d'un període en què ocupà diversos càrrecs dins l'orde, fou prior del convent de Barcelona entre els anys 1729 i 1732, impulsant la construcció del nou edifici, l'Església de Sant Agustí Nou. El 1732 ingressà a l'Acadèmia de Bones Lletres de Barcelona, i fou un dels seus membres més actius fins al 1734. El 1738 fou nomenat Bisbe d'Ourense, ciutat on morí en exercici d'aquest càrrec el 1763. El 1743 hi fundà la Congregació de la Bona Mort.
De la seva predicació es conserven dos sermons impresos en castellà, l'un a les Borges Blanques, probablement el 1715, i l'altre a Madrid, el 1736. Escriví obres de caràcter divers, com apologies de la llengua catalana. En el període episcopal, redactà dues obres d'apologètica catòlica en llatí, inacabades. Pertanyent a la generació barroca que visqué la Guerra de Successió Espanyola i l'aplicació dels Decrets de Nova Planta, exercí d'activista cultural a Barcelona a les dècades de 1720-30, juntament amb altres intel·lectuals del moment, tots de tendència austròfila. En aquesta època escriví obres de molt diversa índole amb la voluntat programàtica de fer progressar la cultura d'expressió catalana. Redactà dues versions d'una apologia de la llengua, la Controvèrsia sobre la perfecció de l'idioma català, i una art poètica que deixà inacabada, el Tractat de la poesia catalana; ambdues romangueren manuscrites. Excel·lí en la poesia religiosa, seguint els models de l'ascètica castellana —amb un component macabre considerable— i de les arts de ben morir. Les més reeixides i difoses són Anatomia mental del cos humà, En memòria de la sepultura, La mort suavisada i, sobretot, la Poesia sacra per les agonies de la mort, que al principi del segle xix fou atribuïda a Vicent Garcia i que assolí una gran consideració. És autor d'una Perifràstica versió de la carta ovidiana de Safo a Faon, composició en cent vint-i-cinc lires en la qual a cada dístic llatí correspon una lira: “potser l'obra més reeixida de fra Agustí Eura”, segons Antoni Comas i Pujol. Traduí en vers català, en versions amplificades, la primera lamentació del Profeta Jeremies i tres heroides ovidianes, les de Safo a Faó de Mitilene, de Fil·lis a Demofont i de Medea a Jàson. És conegut també el seu llarg poema epicodescriptiu sobre Montserrat, Descripció de la muntanya i santuari de Montserrat (publicat el 1859). Les seves poesies catalanes s'apleguen en nombrosos manuscrits i gaudí de gran renom com a poeta al tombant del segle xviii i al llarg del segle xix, al costat de Vicent Garcia i Francesc Fontanella. Amb els poemes religiosos més cultes, Eura pretenia sostenir, i fins i tot elevar, el prestigi literari de la llengua catalana; en aquest sentit és important el que adreçà a l'Acadèmia perquè protegís la literatura en català. Alguns dels seus textos reflecteixen una actitud patriòtica manifesta. És autor també de poemes en castellà, en menor nombre i la major part breus i circumstancials, vinculats majoritàriament a l'Acadèmia de Barcelona, i d'un poema en llatí. Algunes de les poesies es publicaren, però la major part restà inèdita. Tota la seva obra pertany al món conceptual i estètic barroc. L'obra completa fou editada el 2002.

## Publicacions
- Eura, Agustí; Valsalobre, Pep (ed.); Rossich, Albert (pr.). Obra poètica i altres textos.  Barcelona: Fundació Pere Coromines, 2002. ISBN 8472568024.